# Partido Campesino (Rumania)
El Partido Campesino (en rumano: Partidul Țărănesc, PȚ) fue un partido político rumano de la posguerra Guerra Mundial, que nació con una ideología de izquierda, basada en el agrarismo y el  populismo, y tuvo como objetivo representar los intereses de los campesinos rumanos. A través de muchos de sus dirigentes, estaba relacionado con el populismo rumano ("poporanismo"), una corriente cultural y política, a su vez influida por las ideas populistas. En 1926, se unió con el Partido Nacional Rumano para formar el Partido Nacional Campesino  (PNȚ).

## Antecedentes

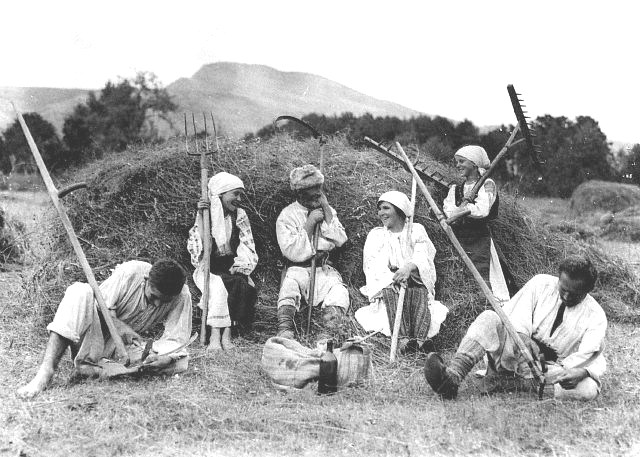
Tiempo de cosecha en Rumanía, 1920. El campesinado comprendía la mayoría aplastante de la población del país.

La política rumana entre la creación del Reino y 1919 estuvo dominada por dos partidos principales, el nacional-liberal (o PNL) y el conservador. El sistema electoral durante ese tiempo se había se basado en la división de la población en tres colegios electorales con el objeto de garantizar que la representación reflejase la riqueza personal, siendo el tercer colegio en menor el reservado a los votos campesinos. Este sistema se modificó una única vez en todo periodo mencionado, bajo el gobierno de Ion Bratianu del PNL (1883), cuando el número de representantes de los colegios más bajos (correspondientes a la población más humilde) se amplió ligeramente (acción que contribuyó al aumento del respaldo popular al PNL en las décadas siguientes). En términos ideológicos, los campesinos (que formaban el 90% de la población del país) también estaban discriminados siendo los dos partidos principales representantes de intereses que les eran ajenos: el Conservador defendía los intereses de los terratenientes y el Nacional-Liberal los de la emergente elite urbana.
Los problemas planteados por la rígida estructura política unieron a los sociales y culminaron en la Revuelta Campesina de 1907. La reforma agraria que se había realizado durante el principado de Alexandru Ioan Cuza había pospuesto temporalmente la presión del campesinado sin tierra que no paraba de crecer. Pronto este crecimiento acelerado de la población rural deseosa de obtener tierras y la intransigencia de los conservadores hacia nuevas concesiones de las tierras acentuaron el problema. 
A este problema de superpoblación rural y desigualdad en el reparto de la tierra se unía la discriminación religiosa. El nuevo reino mantuvo las restricciones consuetudinarias de los principados que lo habían formado (Moldavia y Valaquia), que impedían a aquellos que no pertenecían a la Iglesia ortodoxa rumana (principalmente a los judíos) dedicarse a ciertas profesiones y limitaban sus derechos civiles. Estas personas tendieron a dedicarse a ciertas profesiones que no les estaban vedadas, como el arrendamiento de explotaciones de terratenientes absentistas, convirtiéndose en la cara visible de la explotación campesina, ganándose el odio de los jornaleros sin tierra, a menudo mal pagados, y generando en cierta medida una actitud antisemita, presente en la revuelta de 1907.

## Creación y actividades
Aunque hubo intentos anteriores a la Primera Guerra Mundial de crear un partido campesino que pusiese fin al bipartidismo (como el intento en la década de 1880 de agrupación alrededor de la figura de Constantin Dobrescu-Argeș, registrada en 1895 como Partida Țărănească - versión anticuada con el mismo significado de "Partido Campesino"), solo la guerra permitió finalmente su fundación. En 1917, la necesidad de una rápida movilización había llevado al rey Fernando a realizar promesas de una nueva reforma agraria (que se llevó a cabo finalmente en 1921), de implantación del sufragio universal (masculino) (proclamado en 1918 y confirmado por la Constitución de 1923). Al mismo tiempo, los tratados de paz de Versalles ratificaron la creación de una nueva "Gran Rumanía" (România Mare), que comprendía la Transilvania y Bucovina hasta ese momento austrohúngaras y la Besarabia anteriormente rusa.
Los cambios territoriales y las promesas durante la guerra tuvieron repercusiones económicas, sociales y políticas: el país obtuvo una cierta base industrial en Transilvania, una población campesina en Besarabia con derecho a voto muy extendido (siempre había sido exceptuada de la servidumbre) y desapareció prácticamente el Partido Conservador, debido principalmente a la ampliación del censo y a las actitudes proalemanas de una parte notable del Partido durante la Guerra Mundial. Si bien esto permitió el desarrollo de otras opciones políticas, también consolidó temporalmente la supremacía del PNL durante los primeros años de posguerra y a la popularidad de su caudillo, Ionel Bratianu.
El Partido Campesino fue una de las nuevas formaciones que ocuparon el espacio de oposición a los nacional-liberales que dejó la desintegración de los conservadores. Se fundó en Bucarest el 18 de diciembre de 1918 en torno a un grupo de intelectuales de provincias (principalmente maestros y sacerdotes), dirigido por Ion Mihalache "como el único instrumento político para garantizar el logro completo y honrado de las necesidades materiales y espirituales de los campesinos". El PȚ también describe su postura como "un medio para proteger a los campesinos tanto del bolchevismo y como del destino que les tienen reservado los partidos, convirtiéndolos en moneda de cambio para su propio beneficio". Dos meses más tarde, unió sus fuerzas a las del Partido Obrero (Partidul Muncitor), creado en Iași, que agrupaba a figuras como Paul Bujor, Nicolae Costăchescu, Iorgu Iordan, Ioan Borcea, Octav Băncilă y Constantin Ion Parhon. La formación adoptó pasajeramente el nombre de "Partido Campesino y Obrero" (Partidul Țărănesc și Muncitor) antes de volver a tomar el nombre de Partido Campesino.
A pesar de su reciente formación, la formación obtuvo un gran éxito en las elecciones generales de 1919 (61 escaños), consiguiendo la presidencia de la Cámara de Diputados y del Senado (Mihalache y Bujor, respectivamente) y algunas carteras en el gabinete de Alexandru Vaida-Voevod, del Partido Nacional Rumano. Sin embargo, el período inmediato fue muy problemático para el país, marcado por incidentes violentos y una sucesión de estados de sitio decretados por el gobierno. El primer Parlamento realmente representativo se dividió por la reforma agraria, con el PȚ postulando cambios más profundos que los prometidos en 1917. La situación llevó a la disolución del Parlamento y el fin del gabinete Vaida-Voevod en marzo-abril de 1920.

## La política de alianzas y la creación del PNȚ

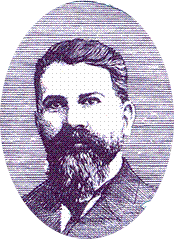
Constantin Stere, destacado teórico del PȚ que frustró la unión con el PNR en 1924.

Estos cambios probablemente beneficiaron a Ionel Brătianu y su Partido Liberal Nacional. Al encargar el rey al general Alexandru Averescu (caudillo de un movimiento campesino alternativo, el Partido Popular) el PȚ expresó su preocupación de que el gobierno de Averescu no fuese más que un periodo de transición antes del regreso al poder del PNL de Brătianu. El partido se encontró temporalmente aislado en la política rumana cuando el destacado historiador Nicolae Iorga recordó al destacado miembro del PȚ Constantin Stere su apoyo a los Imperios Centrales durante la guerra, recibiendo el apoyo del resto de partidos a sus críticas.
Para luchar contra la hegemonía nacional-liberal, el PȚ ya había comenzado las negociaciones con otros grupos de oposición, entre ellos el Partido Nacionalista Democrático (con el que estableció una alianza de corta duración conocida como la Federación de la Democracia Nacional-Social en 1920-1922), y el Partido Nacional Rumano (PNR). Este último, principal agrupación que representaba a los rumanos de Transilvania y el Banato en los órganos legislativos en austrohúngaros, se había convertido en un partido de centro-derecha bajo el liderazgo de Iuliu Maniu siendo en origen una agrupación de ideología diversa. Después había absorbido la mayor parte del Partido Campesino de Besarabia en 1921, grupo que había participado activamente en la efímera República Democrática de Moldavia y cuya fracción opuesta a la unión dirigida por Ion Inculeț ingresó en el PNL en 1923. El PȚ anunció una alianza con el PNR en junio de 1924, pero los dos partidos se separaron después de unos días debido a los desacuerdos entre Stere y el PNR.
El regreso de Averescu al gobierno en 1926 condujo a nuevas conversaciones entre las dos agrupaciones y a un compromiso entre Maniu y Mihalache. El 10 de octubre de 1926 las dos formaciones se unieron para fundar el nuevo Partido Nacional Campesino (PNȚ). Los puntos más importantes de acuerdo entre los dos grupos fue su rechazo del sistema nacional-liberal caracterizado por el centralismo, y sobre todo su oposición a la manera en que se aprobó la Constitución rumana de 1923, mediante una votación parlamentaria en vez de a través de la convocatoria de una asamblea constituyente. La declaración común sobre los resultados de la votación aseguraban que "este gesto abusivo es producto de la postura absolutista del poder ejecutivo [...]. Hoy las cámaras han debatido y votado lo que llaman una ley fundamental bajo la amenaza de la fuerza bruta de ametralladoras y bayonetas".

## Legado
La herencia del Partido Campesino fue reivindicada pronto por grupos disidentes del PNȚ, todos ellos a la izquierda de este último: a principios de 1927, Nicolae L. Lupu formó un nuevo Partido Campesino, Stere abandonó el PNȚ a raíz de una disputa interna y fundó el Partido Campesino Democrático, que posteriormente se fusionó con otra facción disidente, el Partido Campesino Radical de Grigore Iunian. Otra formación recibió el nombre de Partido Campesino Democrático tras la Segunda Guerra Mundial, creación de  Lupu, que había abandonado de nuevo el PNȚ. Esta fue favorable a colaborar con la Unión Soviética, y se adhirió a las alianzas formadas en torno al Partido Comunista Rumano.
Dentro del propio PNȚ se mantuvo una corriente de izquierda vinculada a la tradición del Partido Campesino. Sus máximos representantes fueron, entre otros: Ernest Ene, Mihail Ghelmegeanu, Petre Andrei, y Armand Călinescu.